# Алхімія в середньовічному ісламському світі

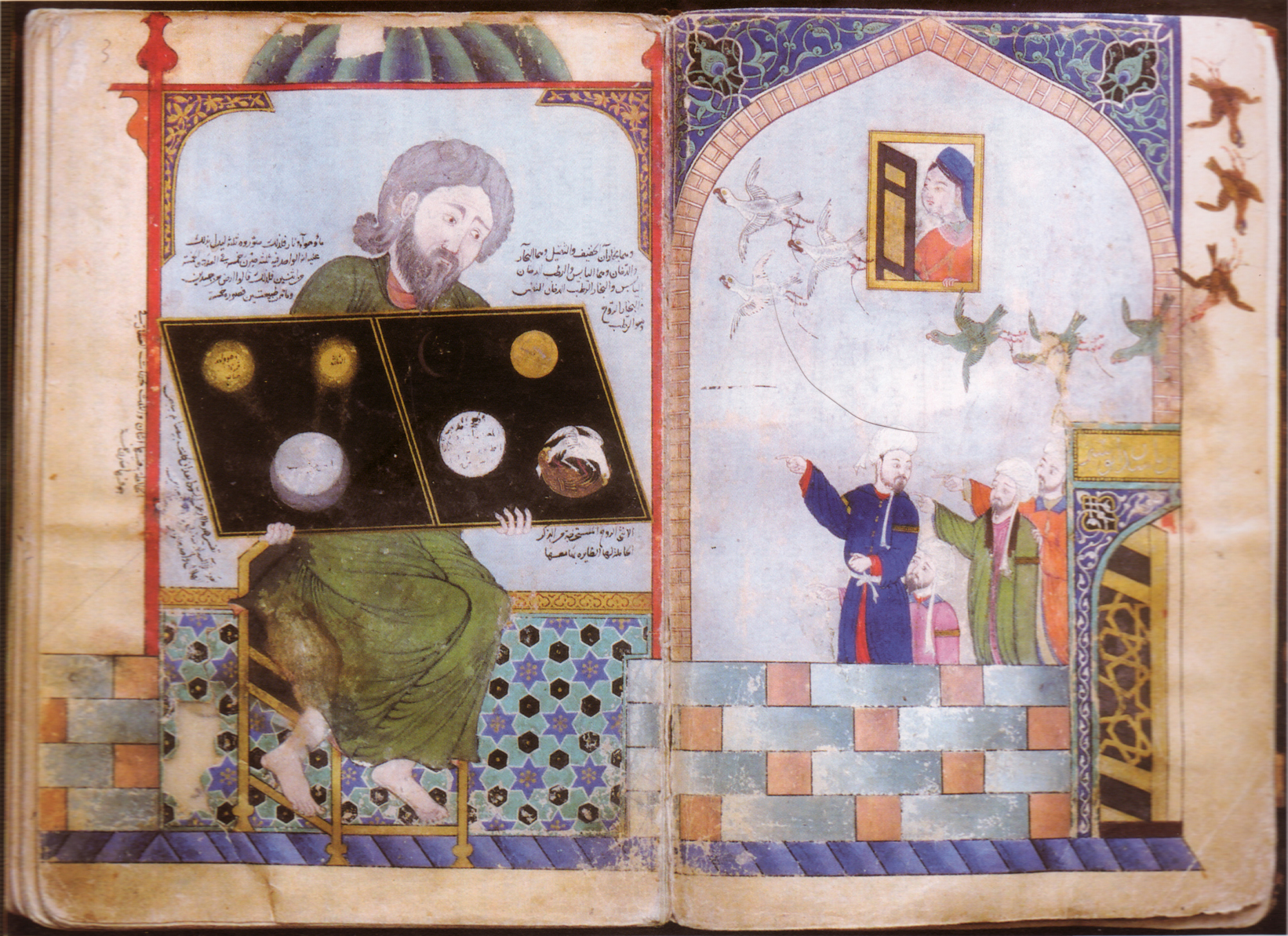
Арабський алхімік 10 століття Мухаммед ібн-Умаїл аль-Тамімі розповідає про мудреця, що тримає дощечку (скрижаль) з давніми алхімічними знаннями. Ілюстрація з копії книжки арабського алхіміка Мухаммеда ібн-Умаїла аль-Тамімі «Аль-ма аль-варакі» («Срібляста вода»), Багдад, 1339.

Арабська алхімія — алхімія, що існувала протягом IV-XII століть у ісламських країнах, переважно арабських. Є однією з територіальних стійких алхімічних традицій, поряд з такими як греко-єгипетська, західно-європейська, індійська та китайська. Сама назва «алхімія» була вигадана в арабському світі. Арабське слово الخيمياء («аль-кіміа») було утворене від كيمياء (кімія) і пов'язане або з коптською назвою Єгипту, яка в свою чергу походить від слова «кемі», що означає «чорний», або походить від грецького χύμος — рідина, сік чи походить від грецького chēméia, chéō — ллю, виливаю, що вказує на зв'язок алхімії з мистецтвом плавки й лиття металів. До Європи алхімія потрапила з арабського світу у епоху пізнього Середньовіччя, після завоювання арабами Піренейського півострова.
Про алхімію мусульманського світу відомо доволі багато тому, що вона досить добре задокументована, крім того більш ранні роботи дійшли до нас завдяки арабським перекладам.

## Передісторія
Вчення, яке згодом було назване арабами алхімією, виникло у II столітті в Олександрійській академії (Єгипет), в якій викладалося «священе тайне мистецтво» імітації благородних металів. Алхімія виникла внаслідок поєднання грецької філософії і єгипетських знань з хімічних перетворень. Ще до приходу греків у Єгипет, в цій країні протягом століть розвивалися муміфікація, фарбування, скловаріння і металургія, які потребували певних знань про відповідні хімічні процеси. У Єгипті існувало чимало хімічних рецептів для різних цілей, включаючи рецепт виготовлення штучного дорогоцінного каміння і підробного золота.
Після проголошення у 330 році імператором Римської імперії Костянтином християнства офіційною релігією імперії, почалося поступове викорінення всіх поганських філософій, в тому числі і алхімії. Представникам християнської церкви несторіан приписується врятування манускриптів, що містили алхімічне вчення. Після відлучення від церкви Несторія у 431 році, він разом з послідовниками втік до Сирії, де несторіани заснували свої монастирі. Туди вони вивезли й багато письмен різноманітного ґатунку. Близько 500 року несторіанці були вигнані також й з Сирії. Вони оселилися у Персії, де заснували свої школи і переклали елліністичні письмена сирійською мовою. Одним з предметів, що викладався у їхніх школах була алхімія.

## Історія
З 640 по 720 роки внаслідок арабських завоювань підконтрольні їм землі простягалися від Іспанії до Персії. Хоча в арабських державах немусульмани були оподатковані, вони були вільні у своїх віросповіданнях. Мусульманські правителі часто підтримували учених, незалежно від їхньої релігії, при цьому грецькі і сирійські тексти було перекладено арабською мовою. Арабські філософи отримали відомості про вчення Платона, Аристотеля та інших філософів, а також отримали знання з науки, яку назвали алхімією. Арабів не дуже цікавила містична складова алхімії, натомість їм була цікава практичний бік цієї «науки».
Починаючи з VII століття у країнах Близького Сходу виникли наукові центри, в яких працювало багато арабських алхіміків.
У IX столітті Джабір ібн Хаян, відомий у літературі під ім'ям Гебер, розробив на основі арестотельського вчення сірчано-ртутну «теорію» походження металів.
У Іспанії центром алхімії, де працювали арабські алхіміки, було місто Кордова.

## Найвідоміші алхіміки
За даними арабського літератора і книготорговця Ібн ан-Надіма, викладеними ним у книзі «Кітаб аль-Фіхріст» (988 рік), першим арабським алхіміком був Халіб ібн-Язід, принц Омеядського халіфату. Йому приписується написання низки творів, однак його авторство ставиться під сумнів.

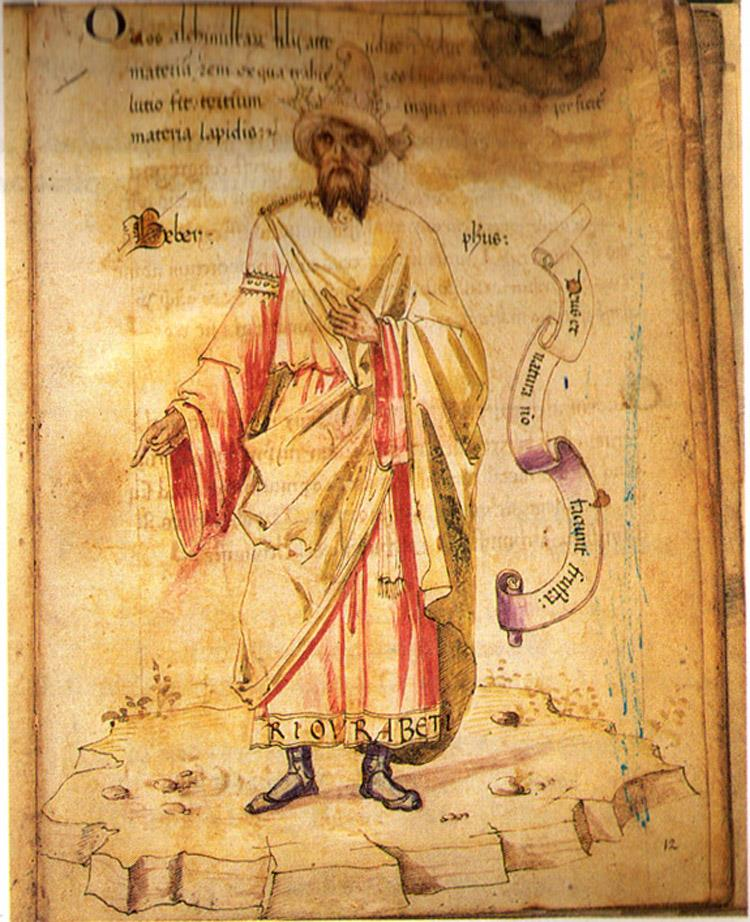
Джабір ібн Хаян за уявленням європейського автора XV століття

Одним з найвідоміших арабських алхіміків IX століття був Джабір ібн Хайян, відомий також під скороченим ім'ям Гебер. З понад як 2000 різних за обсягом текстів, що приписувалися ібн-Гаяну, більшість були зібрані після його смерті мусульманською сектою Браття чистоти. Праці написані різними стилями, що вказує на те, що вони були написані різними авторами. Упорядкування творів було завершене близько 1000 року, більш ніж через сто років після смерті Джабіра. Хоча мало відомо про його життя, відомо про його роль у еволюції алхімічної теорії.
На основі аристотелевого вчення ібн-Хаян розробив сірчано-ртутну «теорію» походження металів. За нею, метали є сумішю сірки, ртуті і миш'яку. Винятком є лише золото, що складається лише з сірки і ртуті. При цьому, сірка і ртуть, про які говорив ібн-Гаян, були не тими, що трапляються у природі. Це були очищені есенції, які пізніше європейські алхіміки назвали «філософською сіркою» і «філософською ртуттю». Всі метали, в тому числі й золото, містять більше ртуті і менше сірки. Таким чином, метали можуть бути перетворені на золото, якщо знайдеться спосіб збільшити в них вміст ртуті.
Відомий також перський алхімік Ар-Разі. Він поєднав атомістичну теорію з вченням Аристотеля про первинну матерію.

## Основи арабської алхімії
В арабській алхімії вперше з'являються концепції філософського каміння й еліксиру життя. Філософське каміння являло собою субстанцію, що, на загальну думку, була здатна перетворювати основні метали на золото. Не дивлячись на назву, воно не уялялося як каміння і часто описувалося як «червона земля», наприклад. Еліксир молодості був чимось таким, що могло відновлювати молодість і продовжувати життя. Імовірно його можна було зробити з алхімічного золота. Але це була не вся арабська алхімія. Її більш практичний бік містив в собі методики з виробництва фарб. Цілі арабської алхімії були більшими, ніж тільки зробити золото.

## Вплив на європейську алхімію
У XI столітті з арабського світу алхімія прийшла у Європу, де до того вона була невідома. Оскільки арабів цікавили лише практичні досягнення алхімії, з арабського світу алхімія прийшла у вигляді колекції хімічних приписів, рецептів і техніки, а не просто набору містичних догматів.
Дві концепції, що стали центральними у європейській алхімії, — філософське каміння й еліксир життя — було перейнято з арабської алхімії.
У Європі найбільш відомими мусульманськими алхіміками були Джабір ібн Хайян і Ар-Разі.